# Greensboro College
Greensboro College es una universidad privada en Greensboro, Carolina del Norte. Está afiliada a la Iglesia Metodista Unida y fue fundada en 1838 por el reverendo Peter Doub. La universidad inscribe a unos 1.000 estudiantes de 32 estados, el Distrito de Columbia y 29 países.

## Historia
La primera universidad que abrió sus puertas dentro de la ciudad de Greensboro fue la universidad para mujeres, Greensboro Female College . La escuela ocupaba un 25 acres (101 171,5 m²)   campus cerca del corazón de la ciudad dentro de lo que se convertiría en el distrito histórico de College Hill. Fue organizado en 1833 para los niños locales. La intención del reverendo Peter Doub era que la institución creciera para servir a las mujeres. 
A través de la Iglesia Metodista, se obtuvo un estatuto en 1838, un evento que convierte a la universidad en una de las instituciones de educación superior para mujeres más antiguas de los Estados Unidos. En 1843 se colocó la primera piedra del primer edificio y en 1846 la institución abrió sus puertas a los estudiantes. Llegaron mujeres jóvenes de muchos estados del sur para formar parte de la primera promoción del nuevo presidente, el reverendo Solomon Lea, y su cuerpo docente. 
En 1912, la escuela cambió su nombre por primera vez, convirtiéndose en Greensboro College for Women. Al año siguiente, la universidad con nuevo nombre otorgó sus primeros títulos de licenciatura.
No mucho después, en 1919, la escuela acortó su título a su apodo actual, Greensboro College. Sin embargo, la universidad no pasaría a ser mixta hasta 1954. En 1968, Greensboro formó un consorcio de universidades locales, el Greensboro Tri-College Consortium, con Guilford College y Bennett College.  Otras asociaciones posteriores se agregarían con Elon College y Salem College.

## Instalaciones

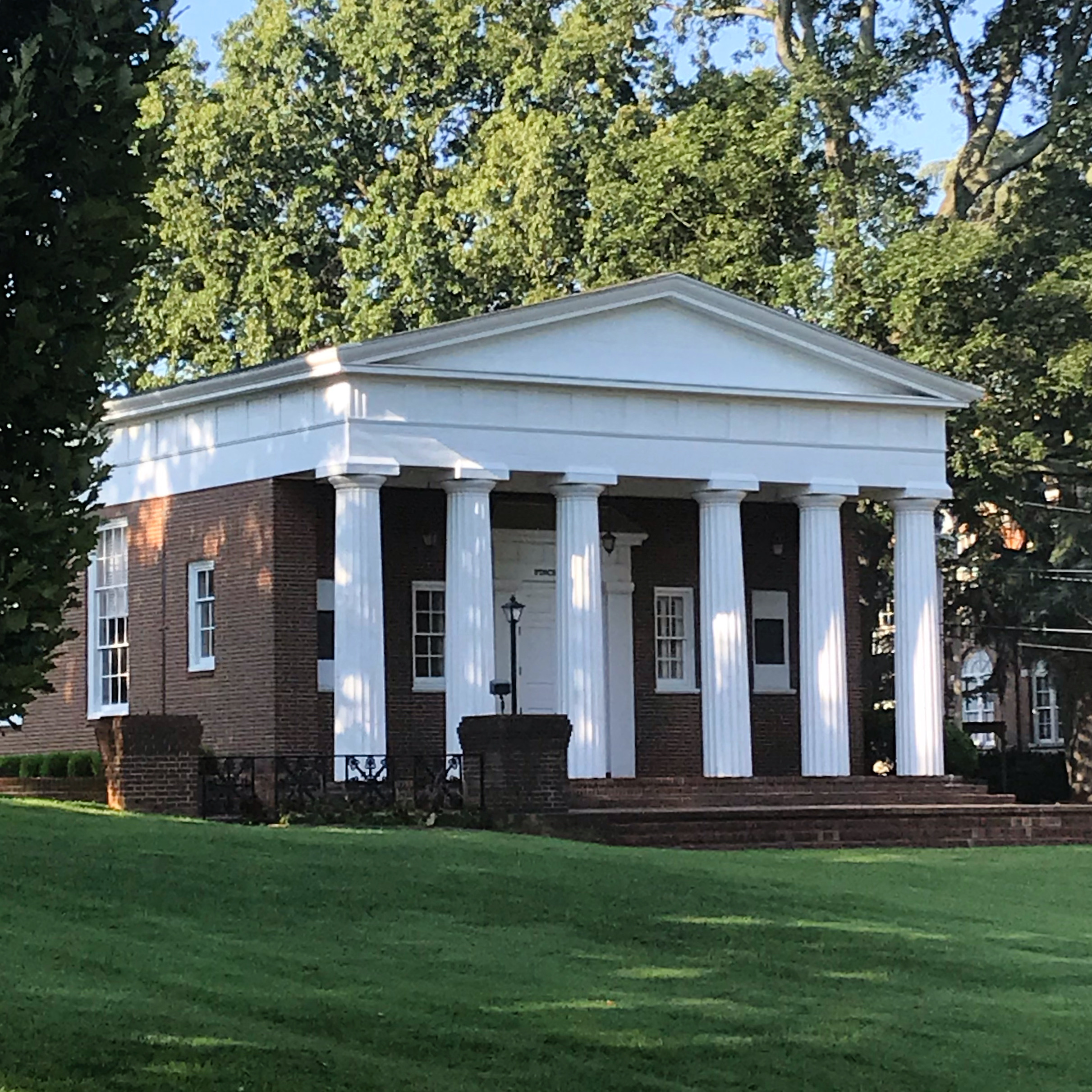
Capilla conmemorativa de Finch

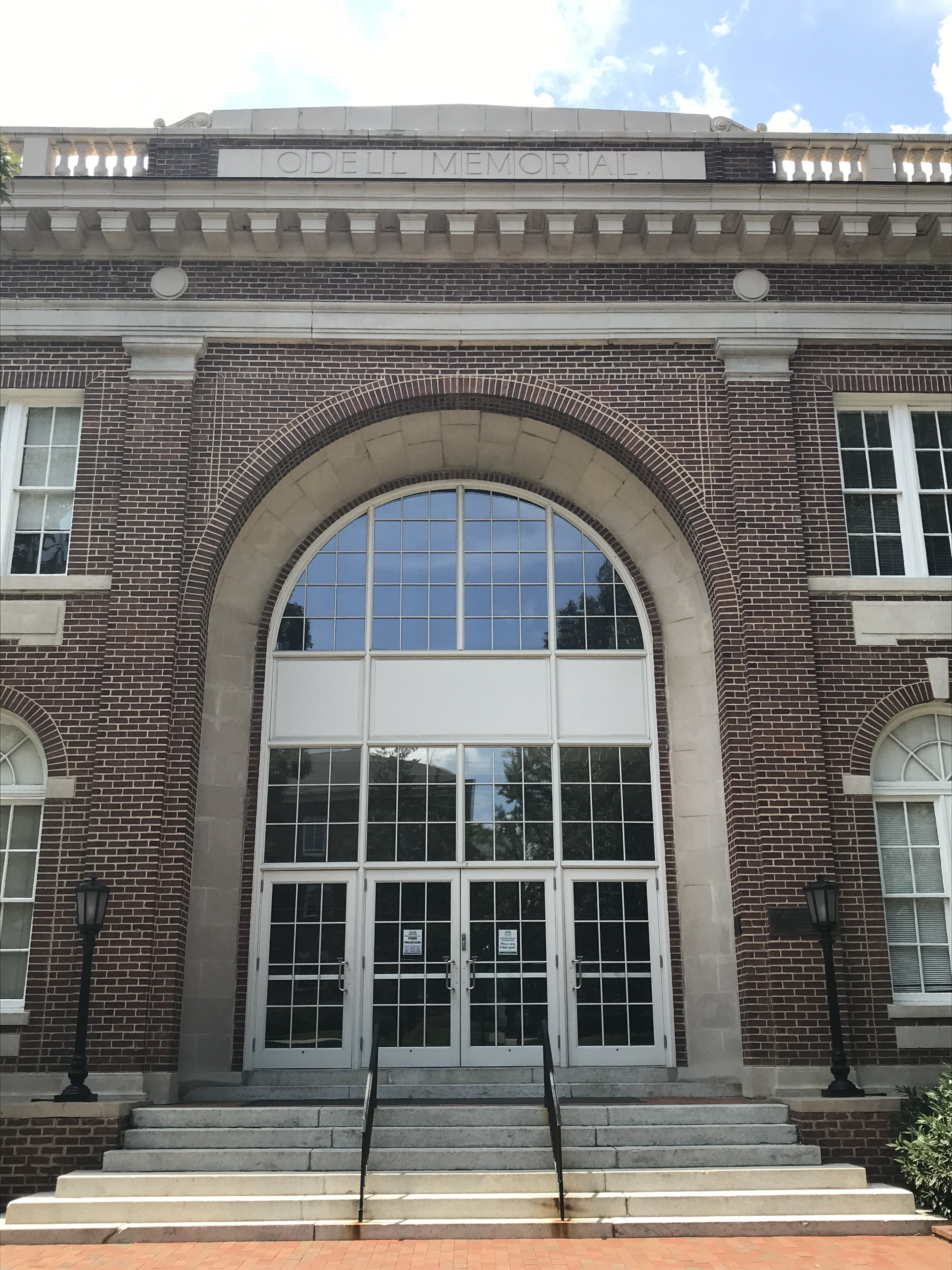
Edificio conmemorativo de Odell

Ubicada en el distrito histórico de College Hill de Greensboro, Carolina del Norte, las propiedades de la universidad incluyen varios edificios de interés. La mayoría son edificios de ladrillo rojo construidos en un estilo neoclásico o colonial. Sin embargo, los edificios más históricos se encuentran alrededor del cuadrilátero del campus.
El edificio más antiguo y centro administrativo de Greensboro College es el edificio principal, que alberga las oficinas del presidente, altos funcionarios administrativos y departamentos importantes. El edificio también alberga el Museo Histórico de Brock, que exhibe artefactos relacionados con la historia de la universidad, así como su relación con la Iglesia Metodista Unida.
La Capilla Conmemorativa Finch se construyó en 1954 y es el centro de adoración de la comunidad universitaria. Lleva el nombre de Hannah Brown Finch, graduada de 1885 y esposa de Thomas J. Finch, este último involucrado en Thomasville Furniture Industries y la política. Los servicios de la capilla se llevan a cabo todos los jueves.
La Biblioteca JA Jones es el corazón bibliográfico de la comunidad universitaria. Nombrado en honor a James Addison Jones, alberga las colecciones de la biblioteca de la universidad. El edificio también alberga la Colección del Holocausto Levy-Loewenstein, el Centro de Comunicaciones Globales del First Citizens Bank y el Centro Cultural Sternberger, el último de los cuales incluye una sala de conferencias con capacidad para 100 personas.
El Edificio de Humanidades Cowan alberga las oficinas de los departamentos de Arte e Inglés/Comunicaciones, así como una gran sala de conferencias y varias galerías de arte, incluida la Galería Anne Rudd Gaylon, la Galería Irene Cullis y la Galería LIFT. El edificio también alberga el Middle College.
El Odell Memorial Building alberga las oficinas de los departamentos de artes escénicas, como Teatro y Música, y el Huggins Performance Center con capacidad para 787 asientos. El edificio fue construido en 1922, pero renovado en 1997 después de una donación sustancial del líder empresarial Kenneth Lenon Huggins. El centro de espectáculos lleva el nombre de la esposa de Huggins, Gail.
Proctor Hall alberga las oficinas de la mayoría de los departamentos académicos y también contiene aulas y salas de seminarios de varios tamaños. Consta de dos edificios, uno este y otro oeste. Proctor Hall – East alberga laboratorios de ciencias y las oficinas de los departamentos de Biología, Química, Negocios y Contabilidad. Proctor Hall – West es donde se encuentran las oficinas de otros departamentos, como el de humanidades y ciencias sociales. El Salón, construido por primera vez en 1950, lleva el nombre de Fred y Myrtle Proctor. Los supervisores donaron los fondos necesarios para renovar y actualizar los pasillos en 1998.

## Académica

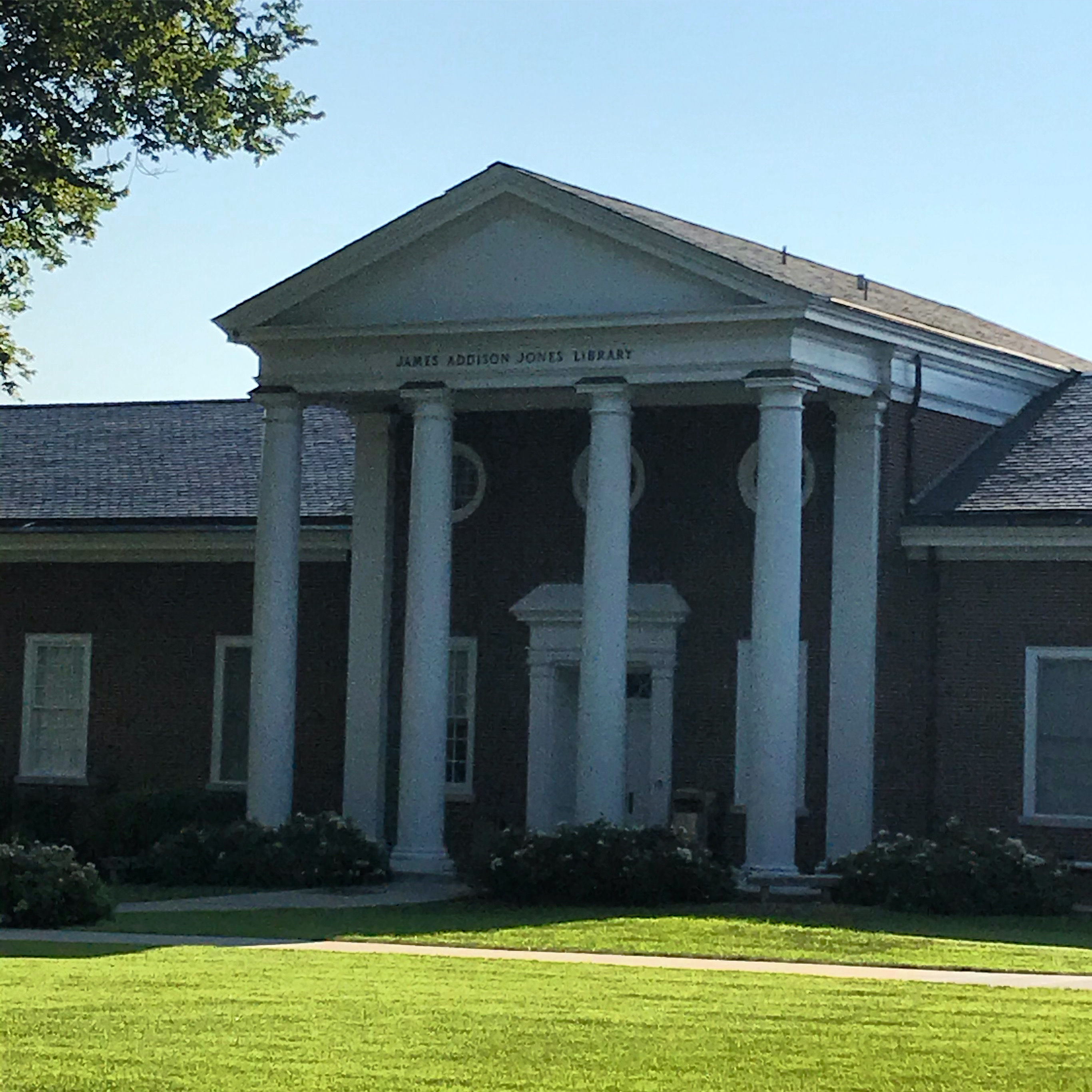
Biblioteca JA Jones

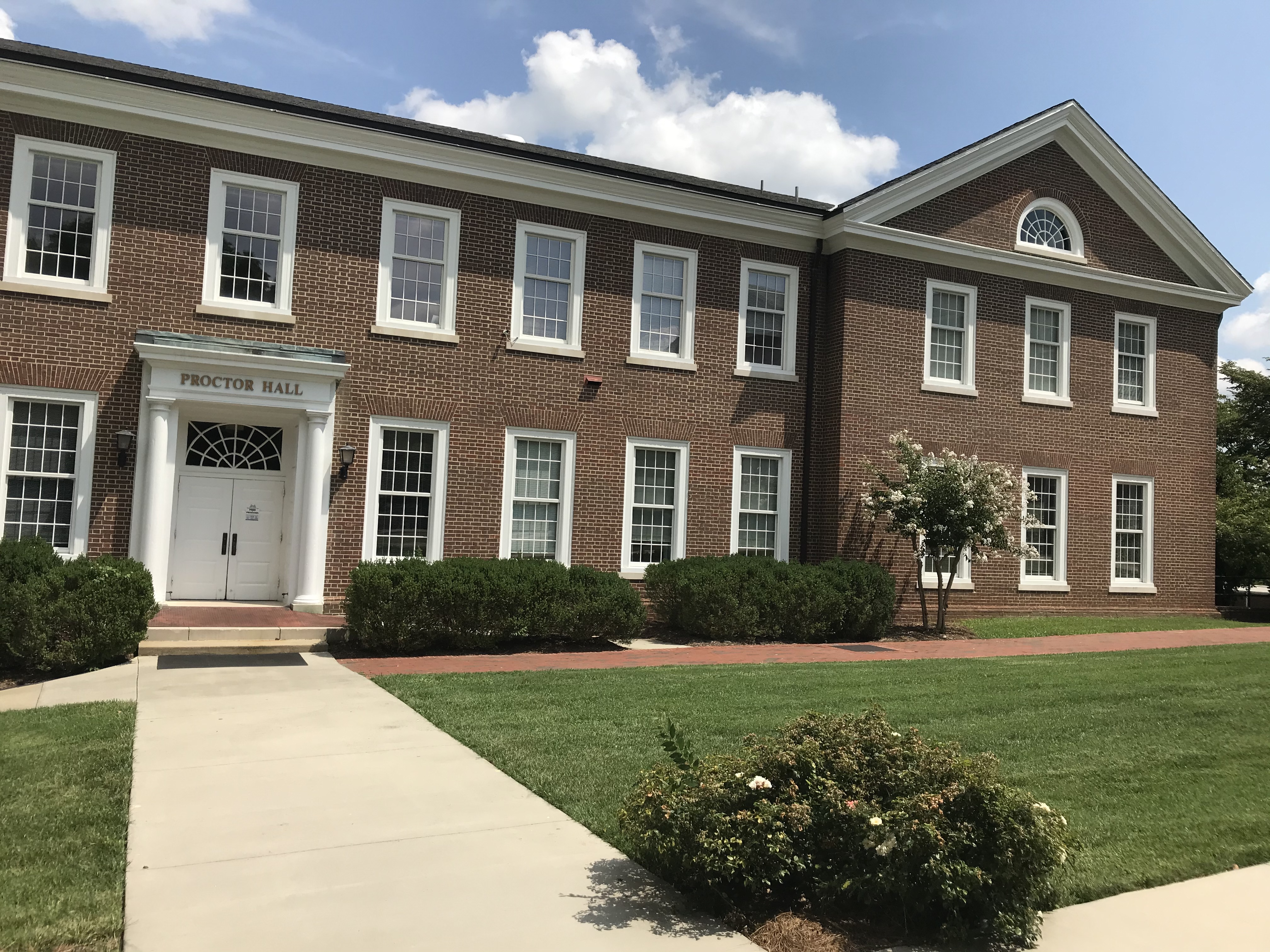
Salón del supervisor – Oeste

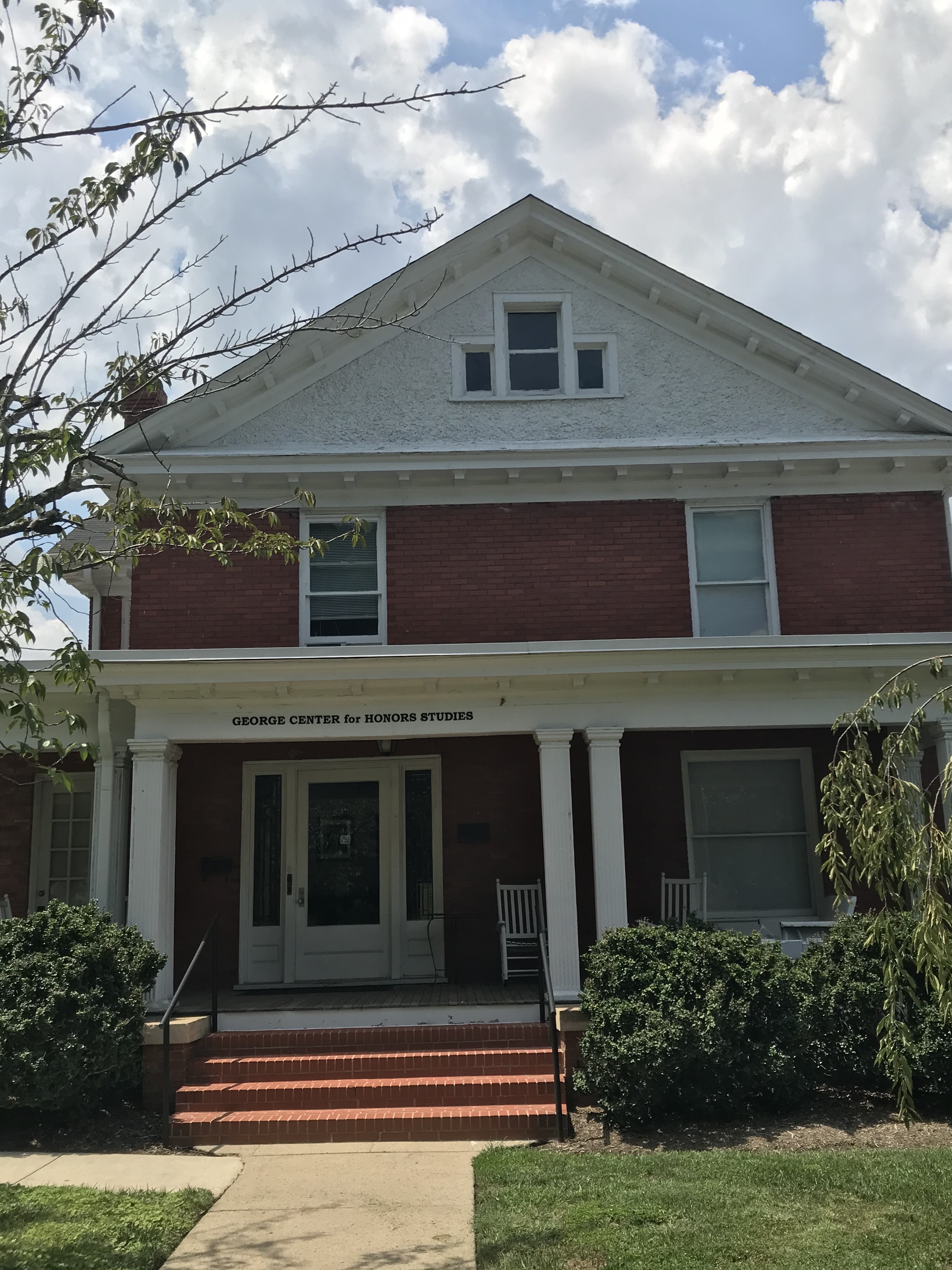
Centro George de Estudios de Honores

Los programas académicos se organizan en cinco escuelas diferentes: la Escuela de Artes, la Escuela de Negocios, la Escuela de Humanidades, la Escuela de Ciencias y Matemáticas y la Escuela de Ciencias Sociales y Educación. Greensboro College ofrece cuatro títulos universitarios (Licenciatura en Artes, Licenciatura en Administración de Empresas, Licenciatura en Música y Licenciatura en Ciencias) en 42 especialidades universitarias y 26 especialidades. El calendario académico consta de dos semestres y una sesión de escuela de verano. Los estudiantes universitarios de tiempo completo deben tener una carga académica mínima de 12 horas de crédito por semestre.
Además, la universidad ofrece cinco títulos de Maestría en Artes, cuatro en educación y uno en teología, ética y cultura.

### Programa de honores y sociedades de honor académico
El Centro George de Estudios de Honores da la bienvenida a estudiantes aceptados cuyo GPA de escuela secundaria sea de al menos 3.65 y cuyo puntaje SAT sea de al menos 1240 o cuyo puntaje compuesto ACT sea de al menos 26. Son entrevistados antes de determinar su idoneidad para el programa. Los estudiantes con honores tienen acceso a ciertos cursos que son impartidos en equipo por dos profesores y deben completar una tesis para graduarse. El comité de estudiantes del programa también organiza actividades extracurriculares y salidas para los estudiantes de Honores. El Programa de Honores se encuentra en la Casa de Honores, justo al norte del Edificio de Humanidades Cowan.
Greensboro College también tiene capítulos locales de las siguientes sociedades de honor nacionales:
- Alpha Chi, una sociedad de honor nacional que reconoce logros académicos superiores
- Alpha Kappa Delta, sociedad de honor nacional de sociología
- Beta Beta Beta, sociedad nacional de honor de biología
- Delta Mu Delta, sociedad de honor empresarial internacional
- Kappa Delta Pi, sociedad de honor de la educación internacional
- Phi Alpha Theta, sociedad de honor de historia nacional
- Pi Delta Phi, sociedad de honor internacional francesa
- Pi Sigma Alpha, sociedad nacional de honor en ciencias políticas
- Psi Chi, sociedad nacional de honor de la psicología
- Sigma Delta Pi, sociedad de honor nacional española
- Sigma Tau Delta, sociedad de honor internacional inglesa
- Theta Alpha Kappa, sociedad de honor de la religión nacional [4]

## Atletismo

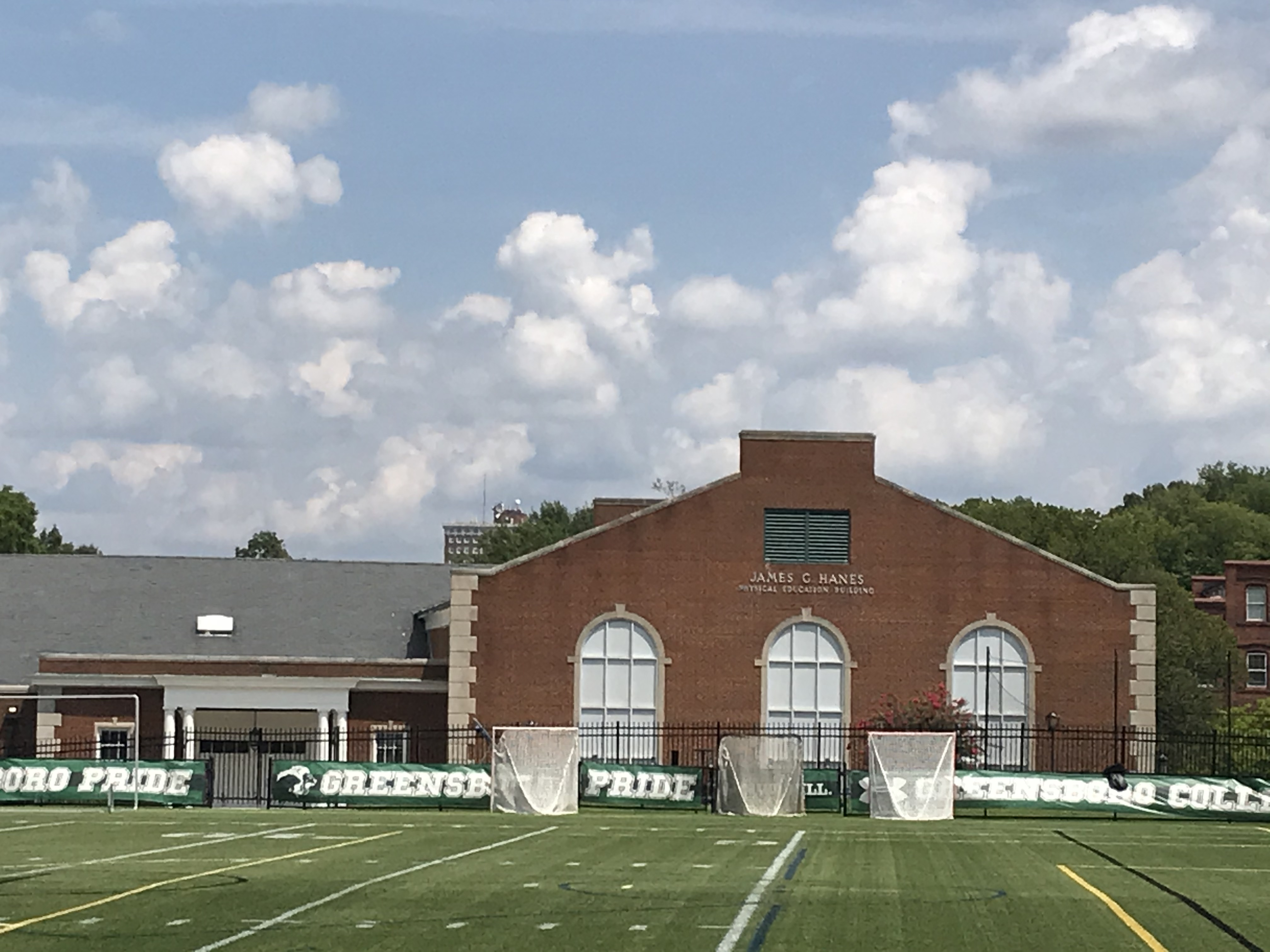
Edificio de educación física Hanes

El programa atlético de Pride compite en la División III de la NCAA y en la Conferencia Atlética del Sur de EE. UU. Ofrece 19 deportes intercolegiales. Los deportes masculinos incluyen béisbol, baloncesto, fútbol americano, golf, lacrosse, fútbol, natación, lucha libre y tenis. Los deportes femeninos incluyen baloncesto, campo a través, golf, lacrosse, fútbol, sóftbol, natación, tenis, triatlón y voleibol.
El equipo de golf masculino ganó dos veces el campeonato nacional de la División III, en 2000 y 2011. El equipo de baloncesto femenino ganó el campeonato de la Conferencia Sur de EE. UU. y obtuvo una candidatura al torneo de la División III de la NCAA en 2023.
El equipo de fútbol masculino quedó subcampeón de la División III de la NCAA en 1989 cuando perdió 2-0 ante Elizabethtown College. En 1998, el equipo de fútbol masculino perdió en doble tiempo extra ante Ohio Wesleyan en el juego de campeonato de la División III de la NCAA. El fútbol femenino vio a una de sus propias jugadoras, Mercedes Bauzá, elegida para jugar en la selección nacional femenina de fútbol de Puerto Rico en 2018. 
A principios del año escolar 2011-2012, 77 estudiantes-atletas de Pride habían sido nombrados All-Americans y 26 habían sido nombrados Academic All-Americans. 

## Universidad media

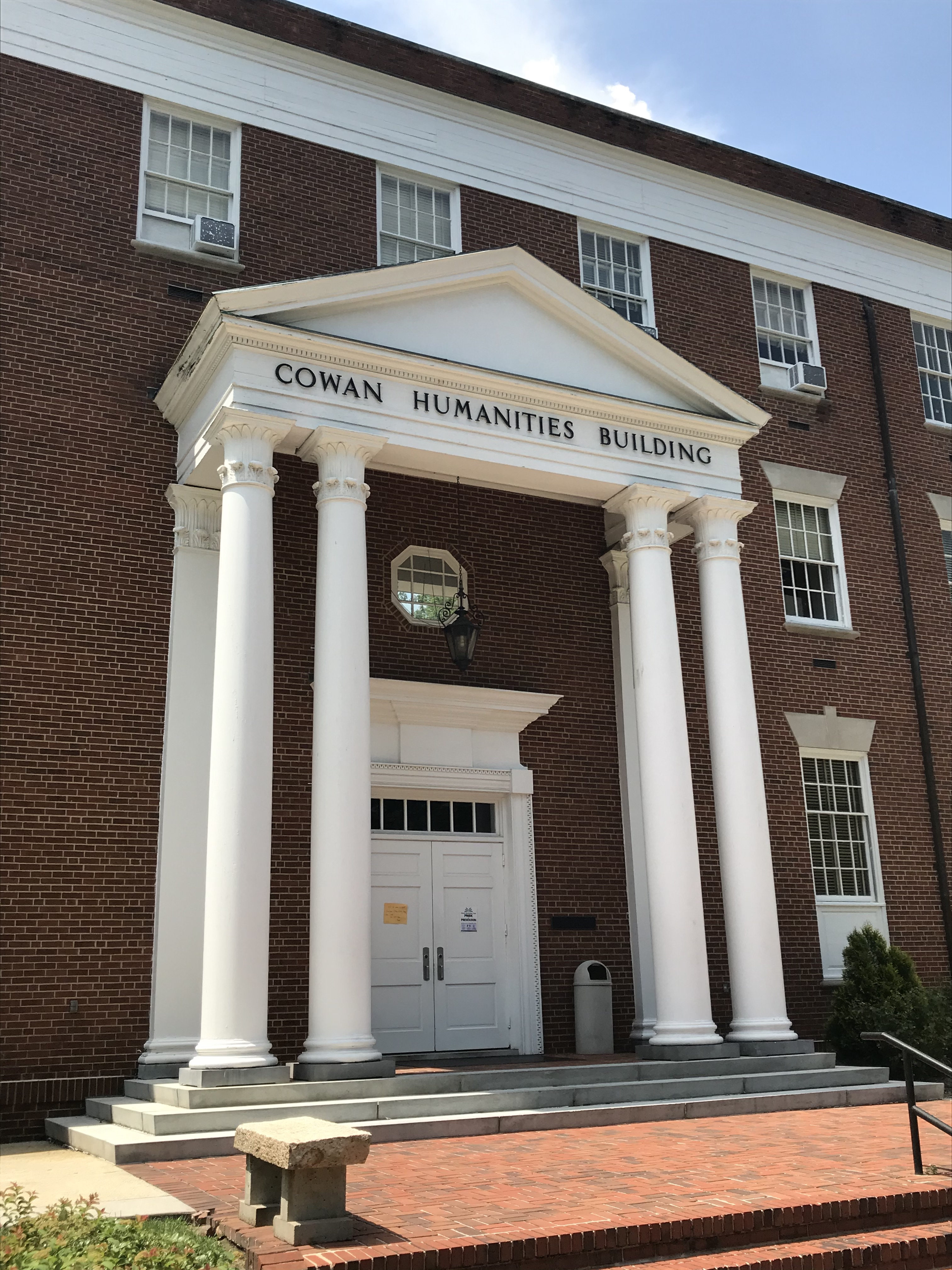
Edificio de Humanidades Cowan

Greensboro College Middle College (GMC) es un programa de escuela secundaria en el campus de Greensboro College ubicado en Greensboro, Carolina del Norte. Escolariza a los grados 11 y 12 y permite a los estudiantes terminar su carrera de escuela secundaria mientras obtienen créditos universitarios. El objetivo principal de GMC es proporcionar un entorno de aprendizaje más flexible para estudiantes que anteriormente no tuvieron éxito o no estaban satisfechos con la escuela secundaria tradicional.

## Exalumnos notables
- Eugenia Jones Bacon, novelista
- Sallie Southall Cotten 1863, escritora y mujer de club
- Mildred Stafford Cherry, primera dama de Carolina del Norte
- Eileen Fulton '55, actriz de telenovelas y Broadway
- Carolyn Maloney '68, exrepresentante de Estados Unidos (D-NY) que sirvió entre 1993 y 2023. También se desempeñó como presidenta del Comité de Supervisión y Reforma de la Cámara de los Estados Unidos [7]
- Ryan Nelsen, jugador y entrenador de fútbol profesional (asistió)
- Sarah Dessen, novelista (asistió)
- R. Carter Pate '76, presidente de la junta directiva de Red Lion Hotels Corporation y exdirector ejecutivo de MV Transportation [8]
- Frederick A. Davie, '78, vicepresidente ejecutivo del Union Theological Seminary y presidente de la Junta de Revisión de Quejas Civiles de la ciudad de Nueva York [9]
- Stephanie Paulsell '85, profesora Susan Shallcross Swartz de práctica de estudios cristianos en la Harvard Divinity School y ministra interina de Pusey de la Memorial Church de la Universidad de Harvard [10]
- Dr. Jeremy Kinney '94, curador, Museo Nacional Smithsonian del Aire y el Espacio [11]
- Heather Macy '00, entrenadora de baloncesto
- Jon Hardister '06, líder de la mayoría de la Cámara de Representantes de Carolina del Norte [12]
- Mercedes Bauzá '19, futbolista del Puerto Rico Sol FC y de la selección nacional femenina de fútbol de Puerto Rico
- Sarah Lowe Twiggs (1839-1920), poeta

## Galería

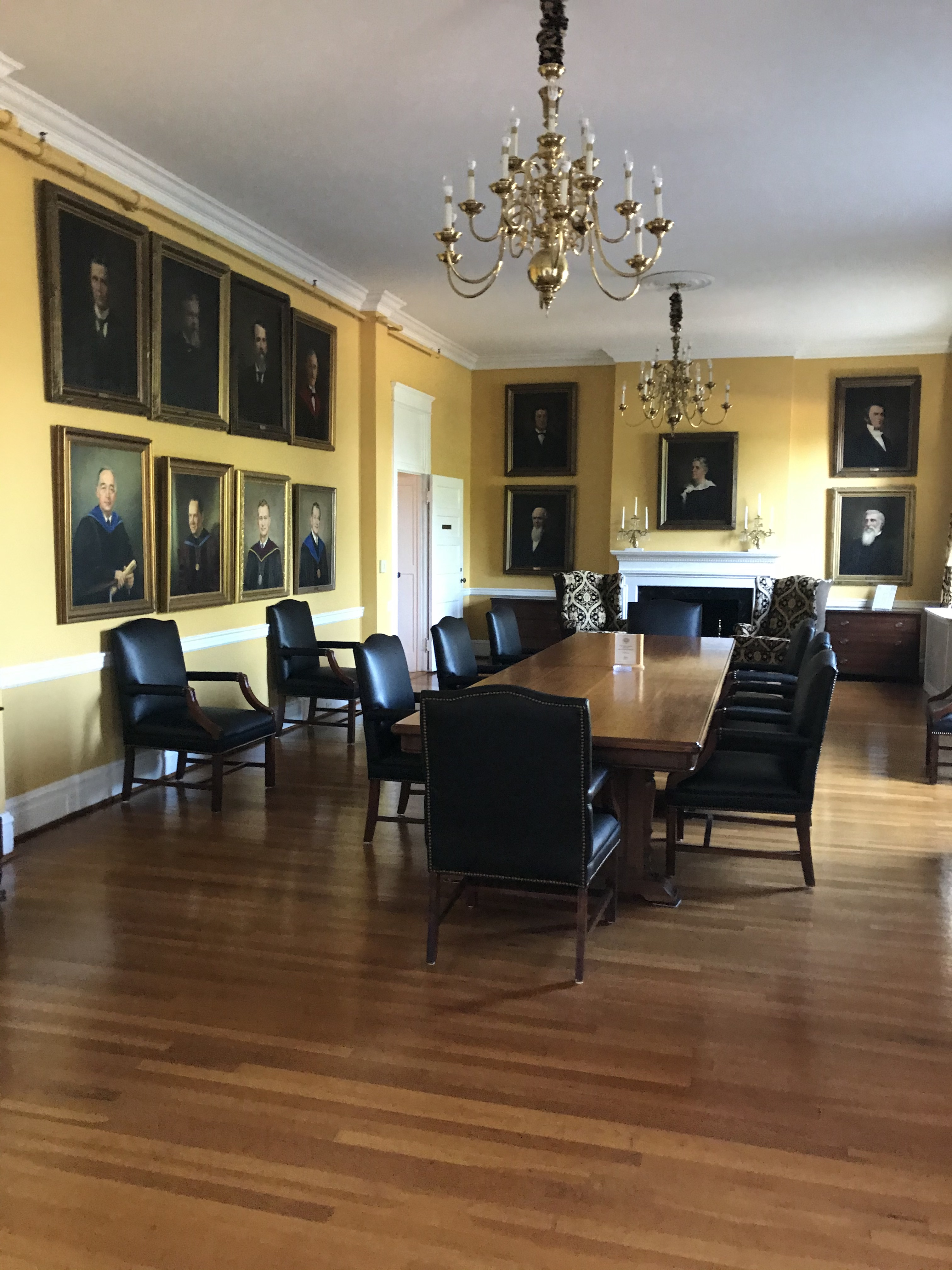
Salón Lucy Robertson en el salón principal
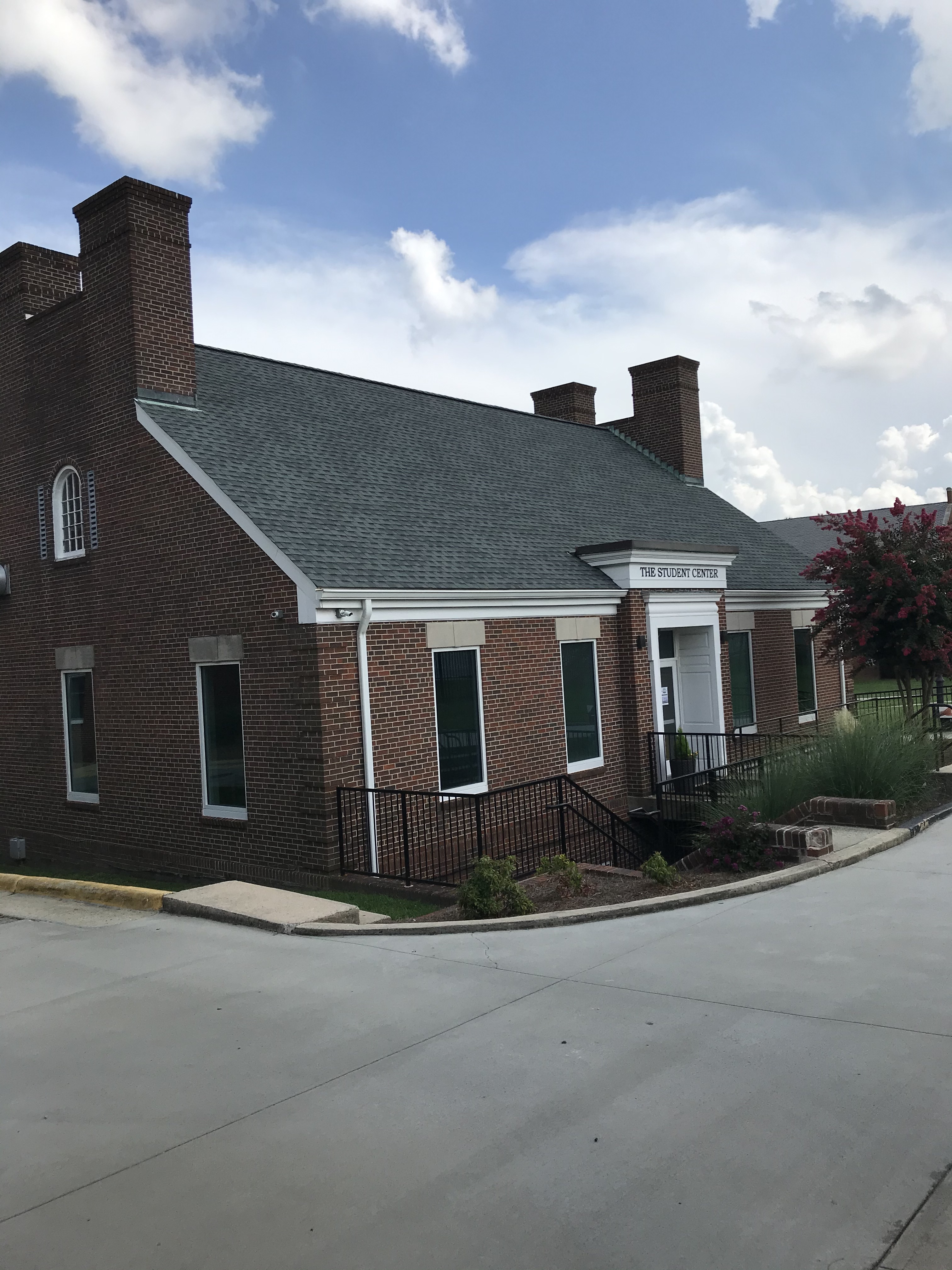
"The Stu", el Centro de Estudiantes del campus
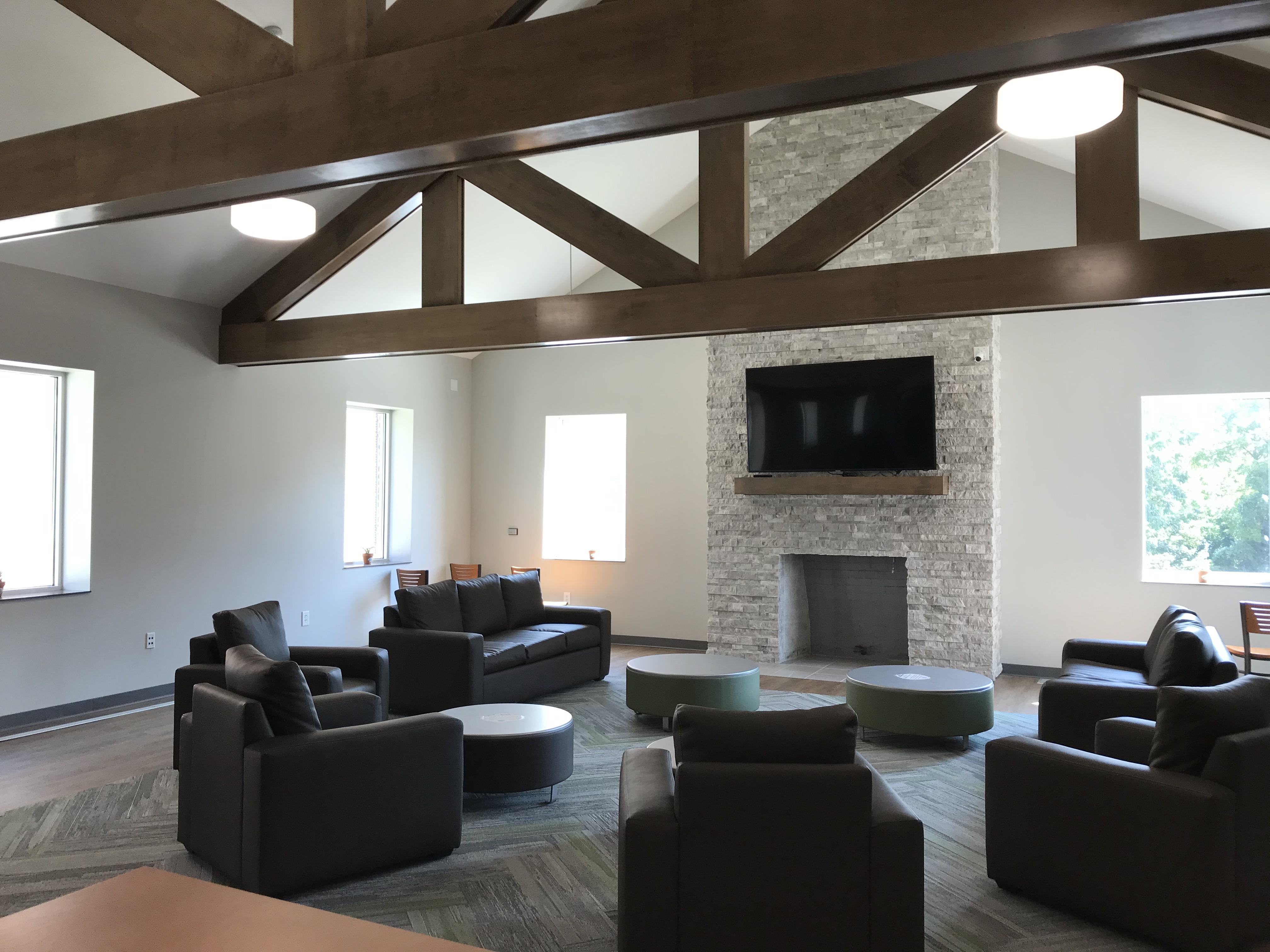
La sala de estudiantes en el "Stu"
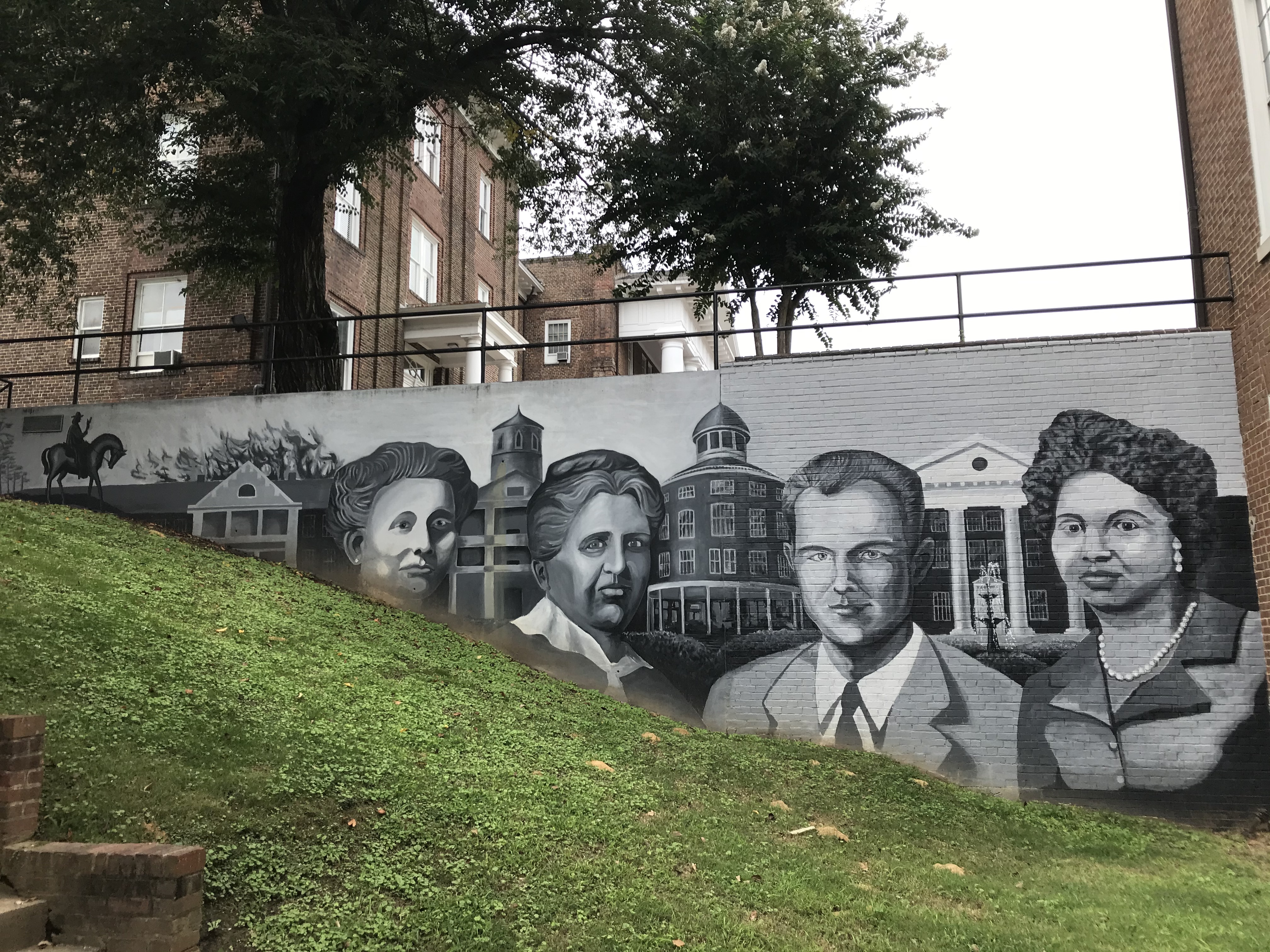
Un mural que representa la historia de Greensboro College junto a Proctor Hall.
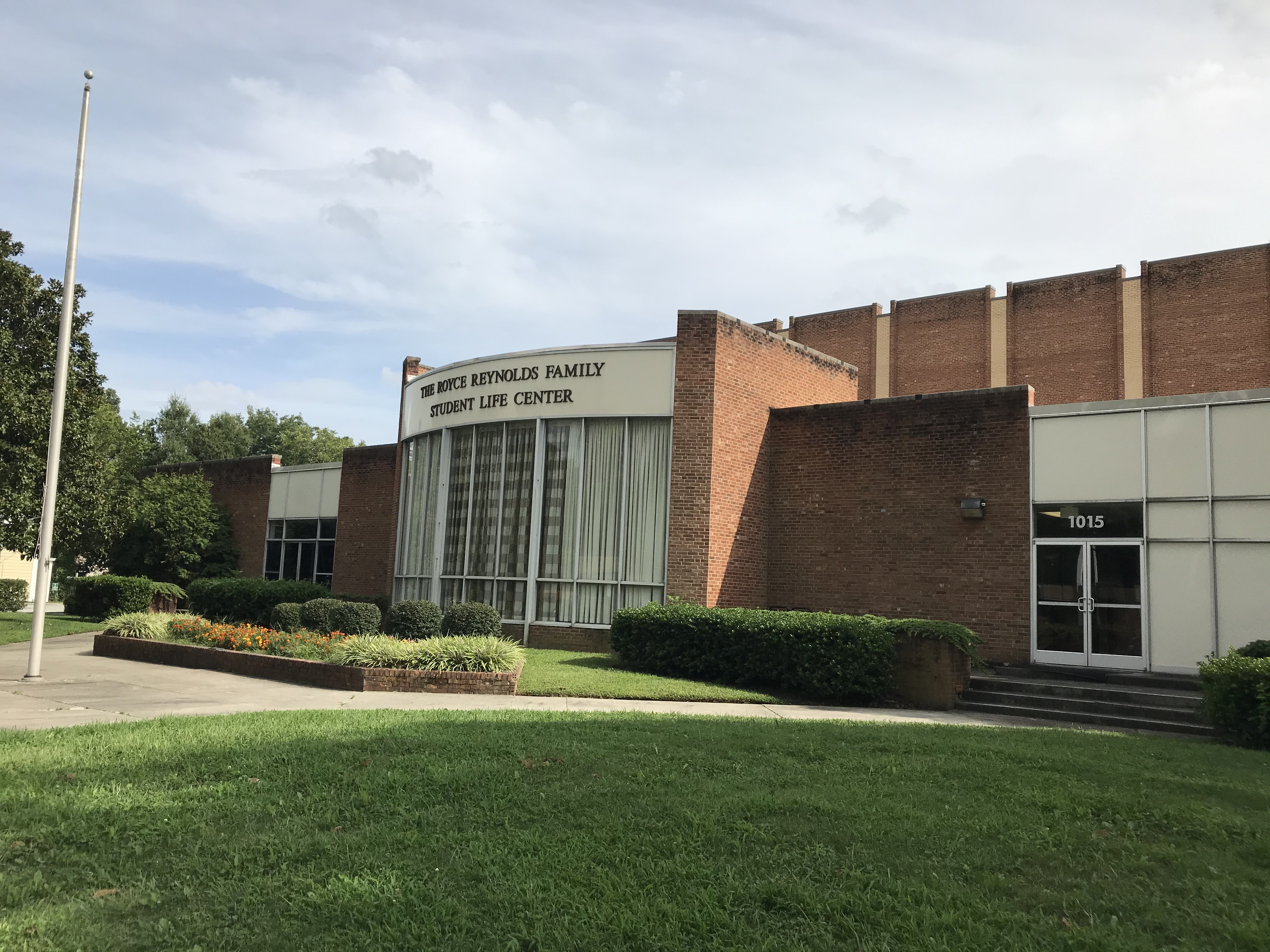
El Centro Royce Reynolds
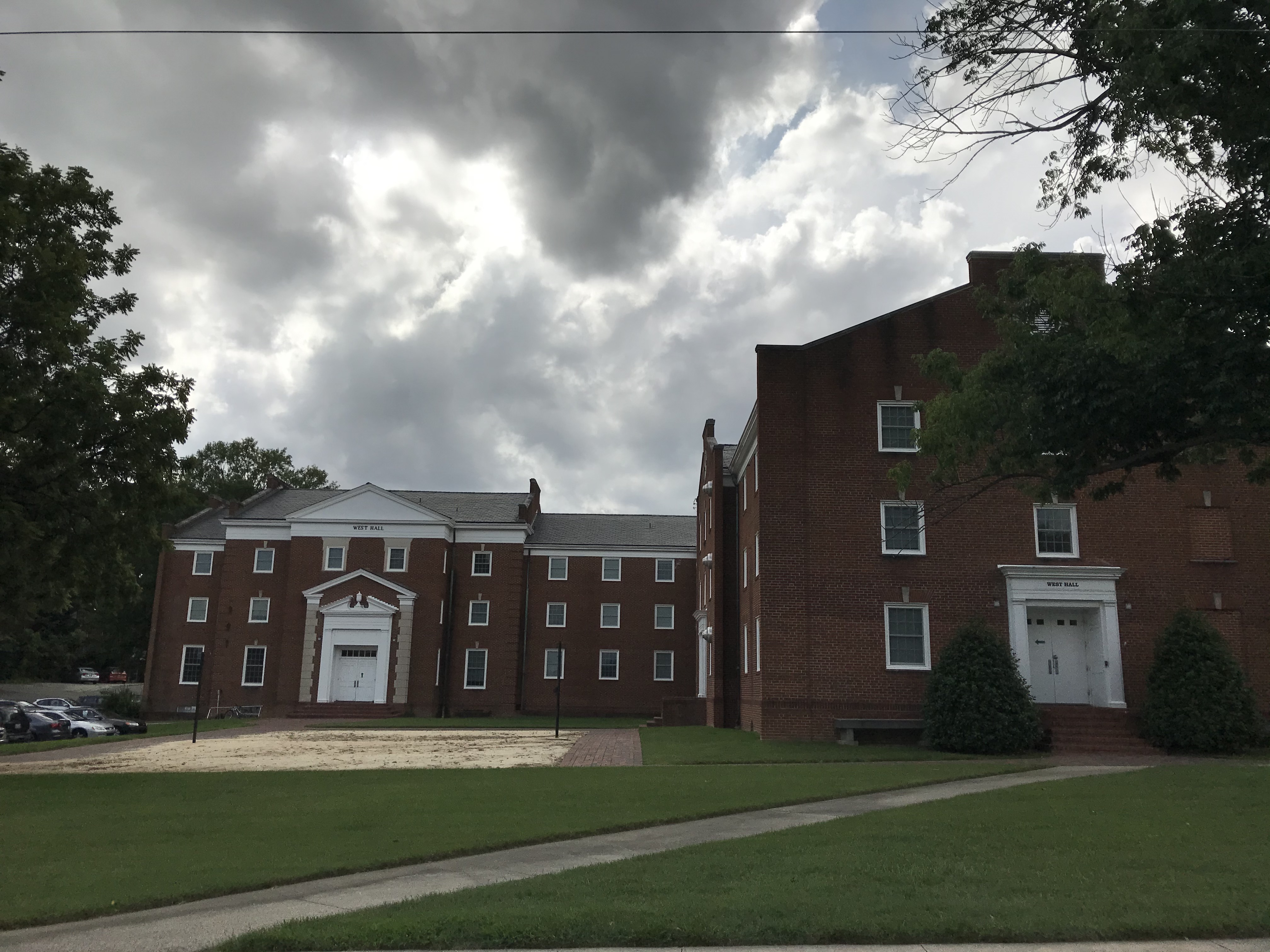
West Hall (Residencias de estudiantes)
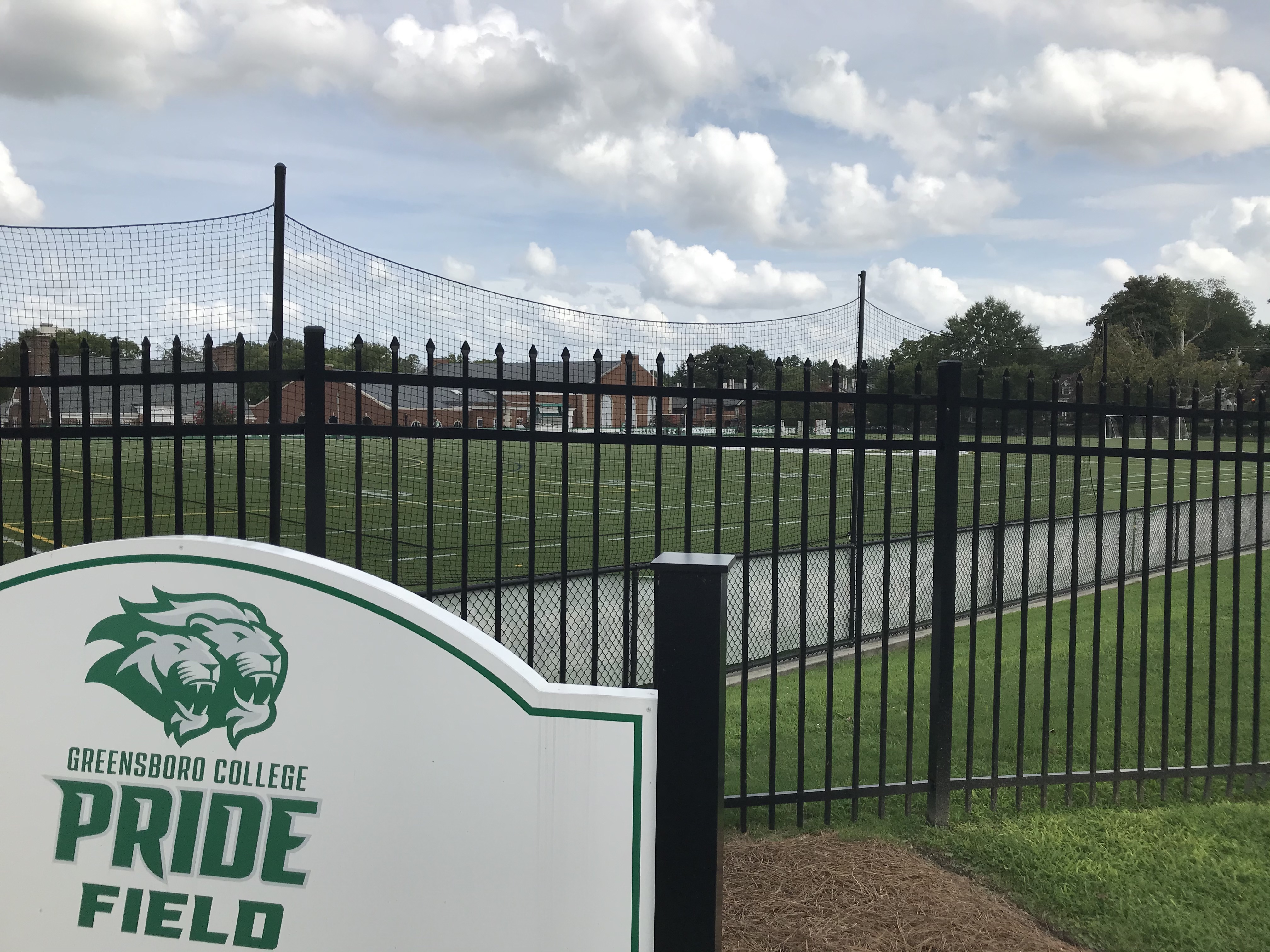
Campo del Orgullo
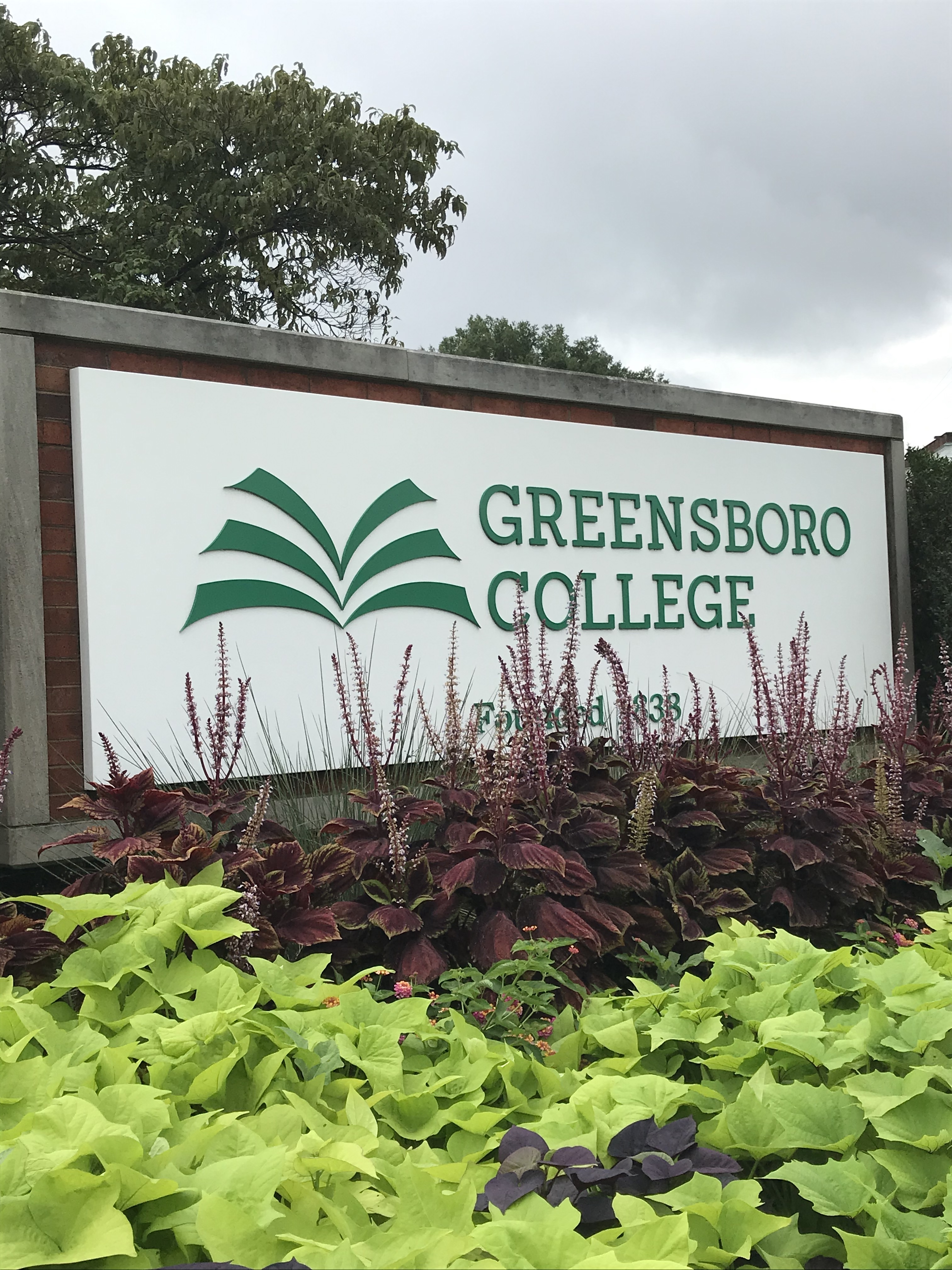
La entrada principal al campus de Greensboro College.
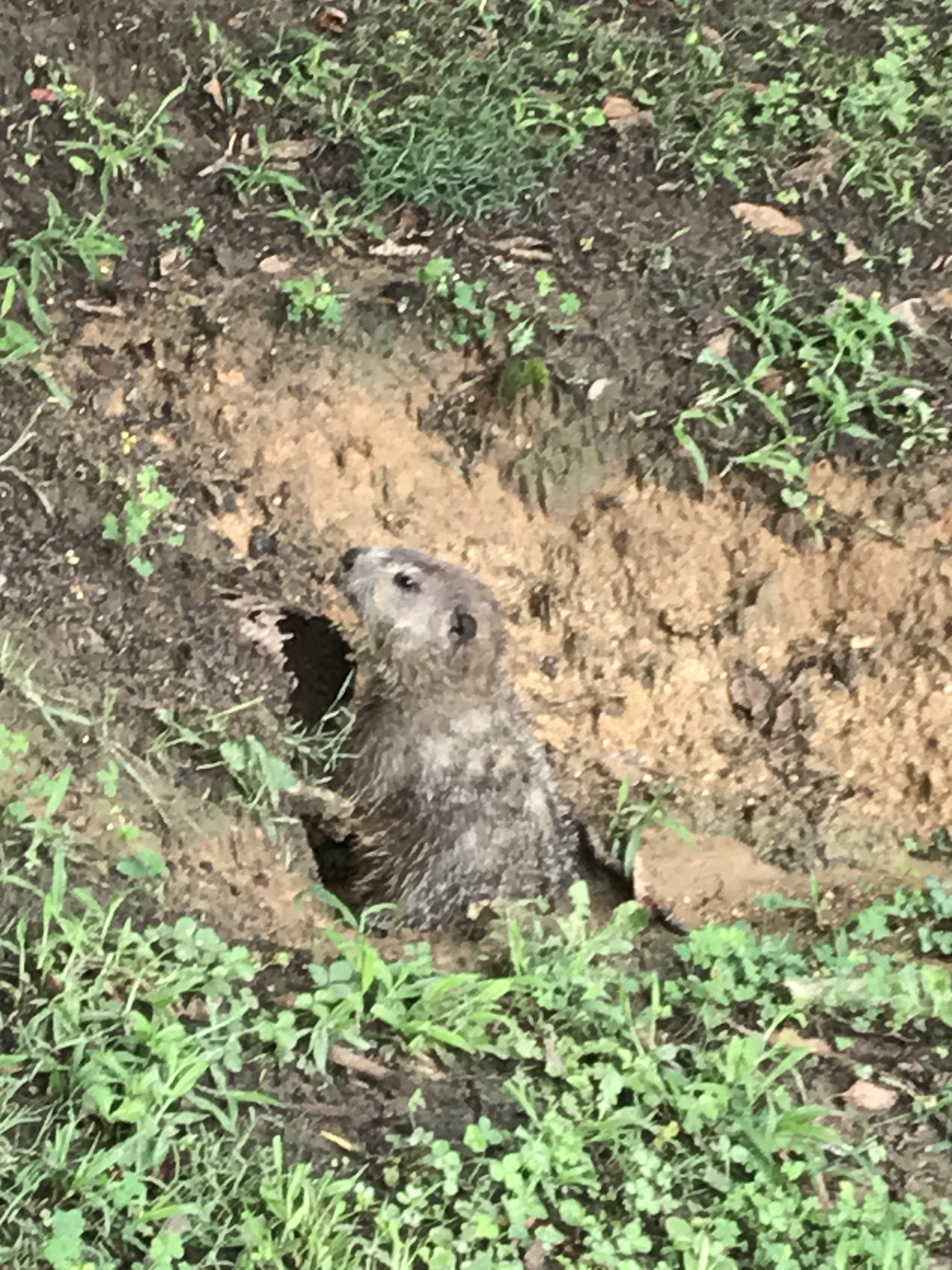
Algo de vida silvestre nativa en Greensboro College